# Gymnosporia buxifolia
Gymnosporia buxifolia là một loài thực vật có hoa trong họ Dây gối. Loài này được (L.) Szyszyl. mô tả khoa học đầu tiên năm 1888.

## Hình ảnh

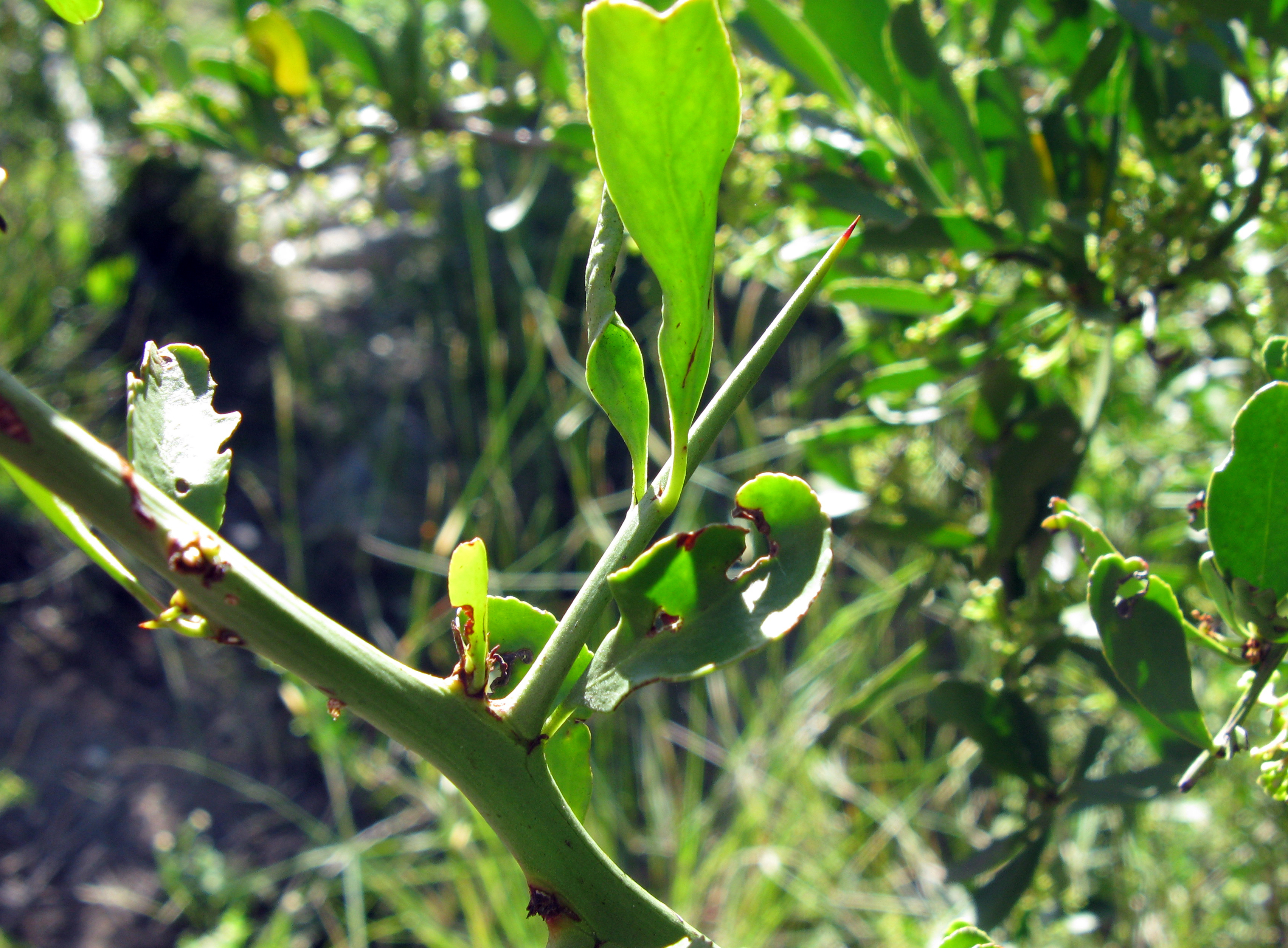
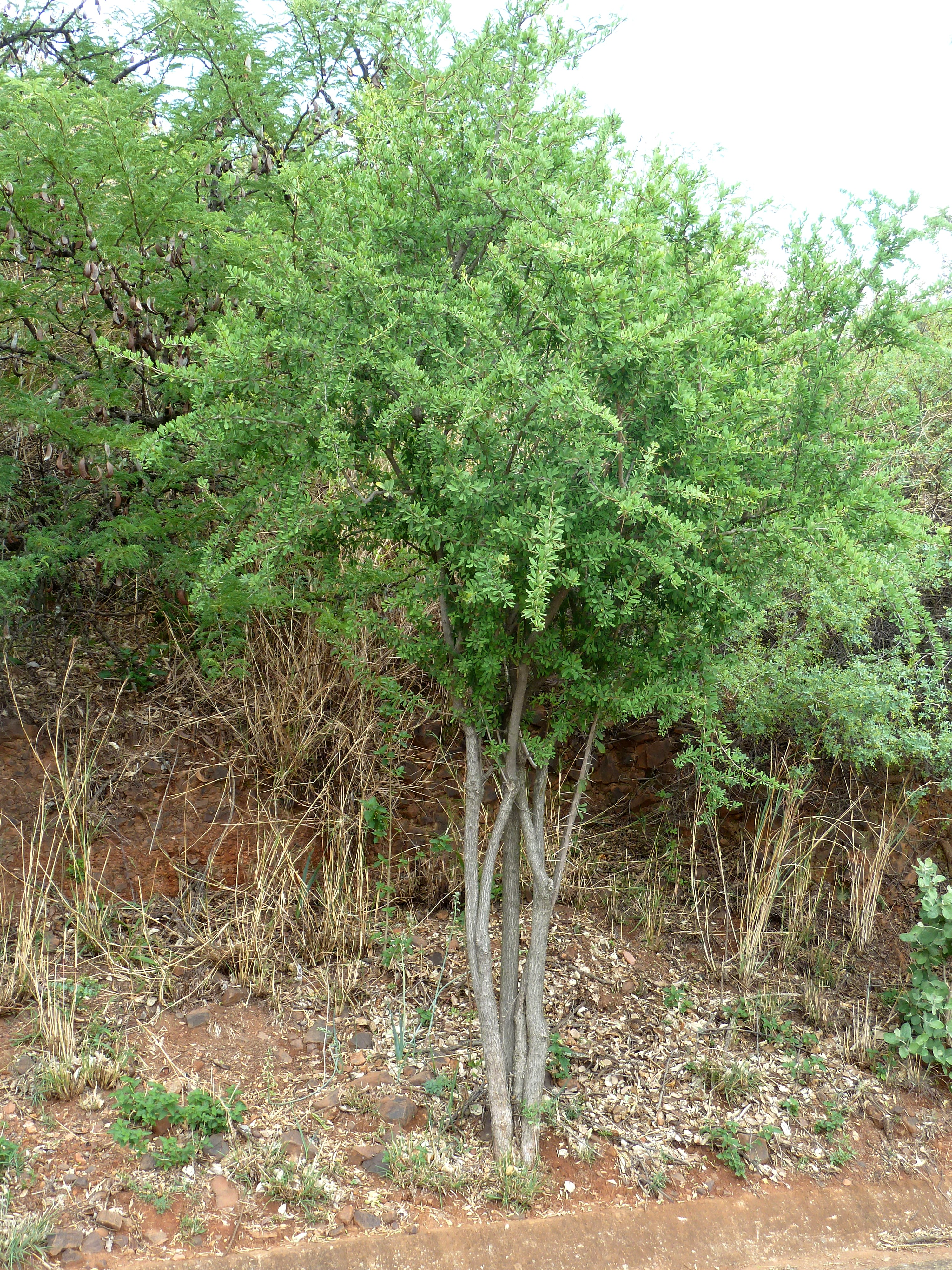
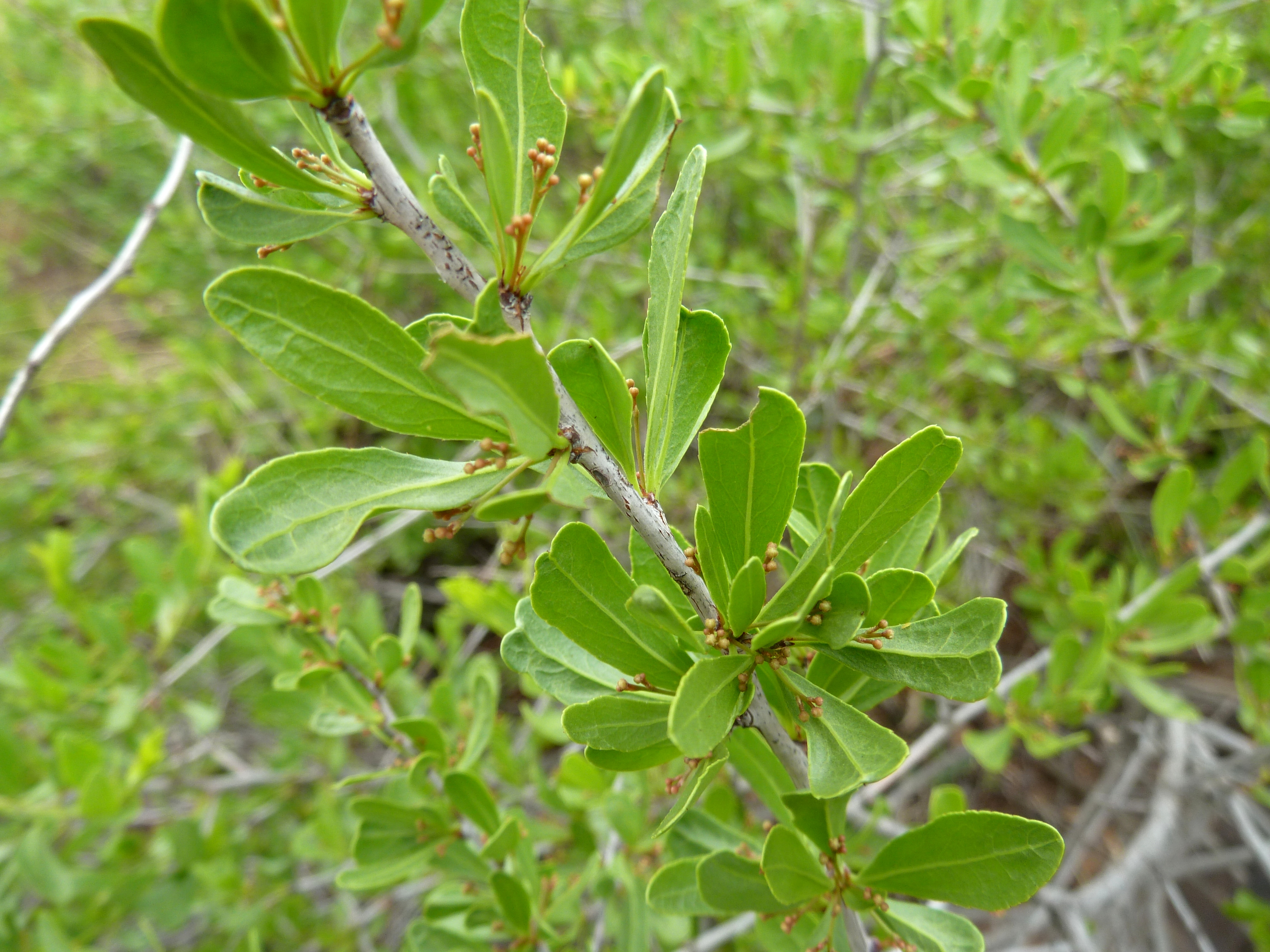
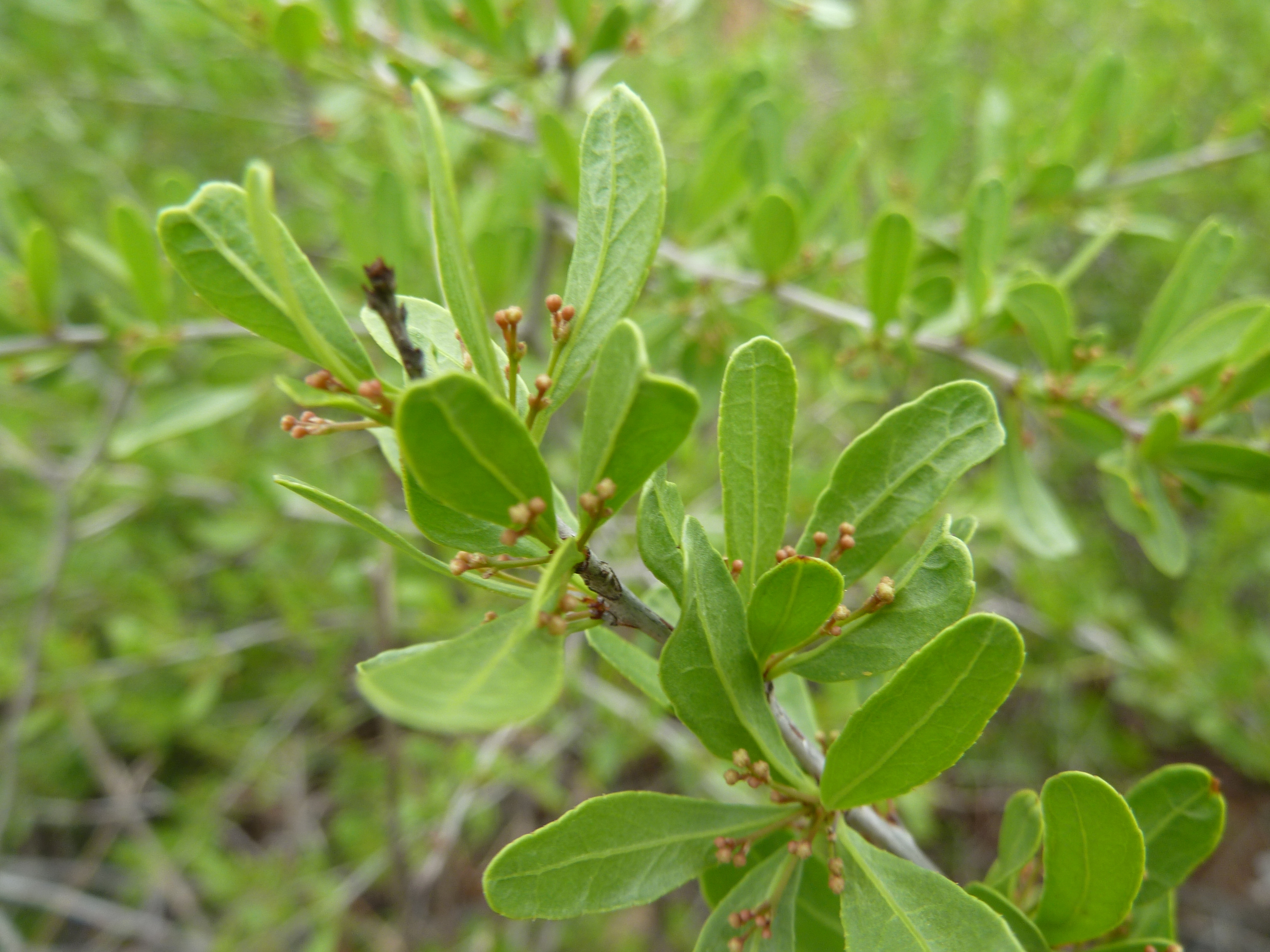